# 龟兹回鹘
龟兹回鹘，又称西州龟兹。9世纪（北宋）时，龟兹回鹘是高昌回鹘的一部分，所以当地人也自称西州回鹘，称其地为西州龟兹。回鹘西迁后，龟兹国并入以高昌、北庭为中心的西州回鹘（高昌回鹘）王国当中，但龟兹回鹘具有某些独立的性质，常单独向宋朝和辽朝进贡。以至于宋代的史臣把高昌回鹘和龟兹回鹘看作两个不同的地方政权，《宋史·龟兹传》专门记载了龟兹回鹘的事迹，而不是汉唐以来的白氏龟兹。龟兹回鹘是裕固族的主要族源。
其君主自称“师子王”（獅子王），身穿黄衣，头戴宝冠，与宰相九人共治国事。国城有市井无钱币，以花蕊布来交易。特产有米麦瓜果。西至大食国要走六十日，东至夏州要走九十日。
宋朝咸平四年（1001年）、大中祥符三年（1010年）、六年、天禧元年（1017年）、四年、天聖二年（1024年）、七年、九年、景祐四年、熙寧四年、五年、紹聖三年，龟兹前后遣使向宋朝朝貢十二次。景祐四年（1037年），宋仁宗赐以佛经一藏。熙宁四年（1071年），使者为李延庆、曹福。五年（1072年），使者为卢大明、笃都。绍圣三年（1096年），使者为大首领阿连撒罗等三人，以表章及玉佛至洮西。熙河经略使以其通使稀少，请宋哲宗皇令在熙、秦二州买卖。